# Mimas (satèl·lit)
Mimas és una lluna de Saturn que exerceix de satèl·lit pastor de la divisió Cassini. Mimas fou descoberta el 1789 per William Herschel i denominada en aquell moment com a Saturn I per ser el satèl·lit més intern de Saturn dels descoberts per Herschel. El nom posterior, Mimas, prové de la mitologia grega, i fou Mimas un dels titans, fill de Gaia.
Mimas és un cos gelat de baixa densitat, d'1,19 g/cm³, per la qual cosa està, possiblement, constituït en la seva major part per gel d'aigua amb una petita concentració de materials més pesants. Té un diàmetre d'uns 380 quilòmetres i la seva superfície, altament crateritzada, presenta un enorme cràter d'impacte de 130 km de diàmetre anomenat Herschel. L'impacte que va produir el cràter va generar fractures tan importants que es poden veure en el costat oposat. Possiblement, un impacte lleugerament més energètic podria destruir un cos de la grandària de Mimas.

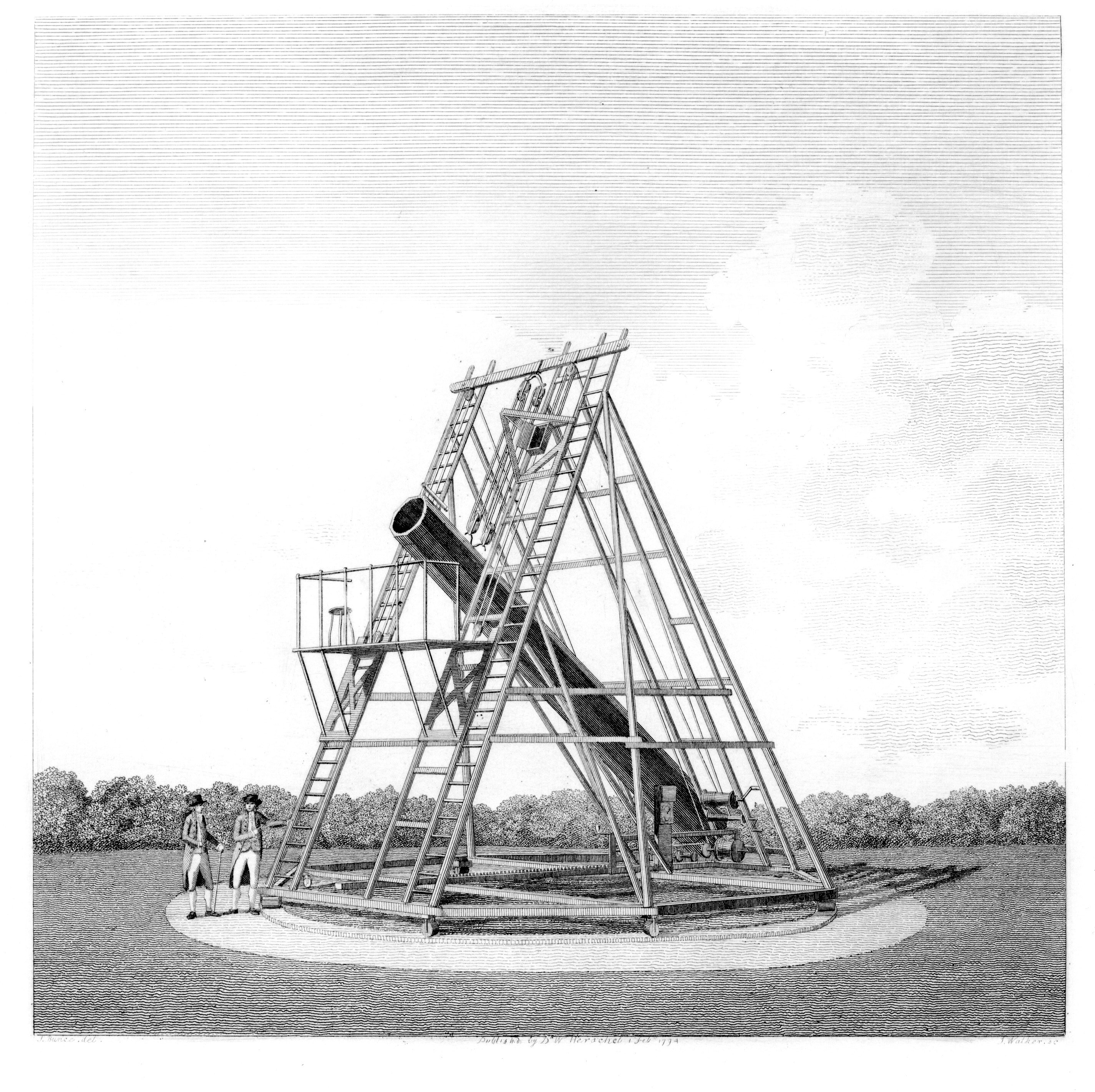
Il·lustracions que representen el telescopi del descobriment de Mimas

Est satèl·lit no és un cos esfèric, en ser deformat per les fortes forces de marea produïdes per Saturn. Aquestes forces retenen Mimas en rotació síncrona, és a dir, el seu període de rotació és igual al seu període orbital al voltant de Saturn. Esta òrbita té un semieix major de tan sols 185.520 km, unes tres vegades el radi del planeta, i contribueix a la intensitat de les forces de marea.
La missió Cassini tenia programat un vol pròxim de Mimas l'1 d'agost del 2005.